# Podgora (Sapna)
Pour les articles homonymes, voir Podgora.
Podgora (en serbe cyrillique : Подгора) est un village de Bosnie-Herzégovine. Il est situé dans la municipalité de Sapna, dans le canton de Tuzla et dans la fédération de Bosnie-et-Herzégovine. Selon les premiers résultats du recensement bosnien de 2013, il ne compte aucun habitant.
Avant 1998, le village faisait entièrement partie de la municipalité de Lopare ; après 1998, son territoire a été partiellement rattaché à la municipalité de Sapna nouvellement créée et intégrée à la fédération de Bosnie-et-Herzégovine.

## Démographie

### Évolution historique de la population dans la localité
| 1948 | 1953 | 1961 | 1971 | 1981 | 1991 | 2013 |
| ---- | ---- | ---- | ---- | ---- | ---- | ---- |
| -    | -    | 679  | 627  | 599  | 519  | 0    |

|  |